# Roger Heath-Brown
David Rodney „Roger“ Heath-Brown (* 12. Oktober 1952) ist ein britischer Mathematiker, der sich mit analytischer Zahlentheorie beschäftigt.

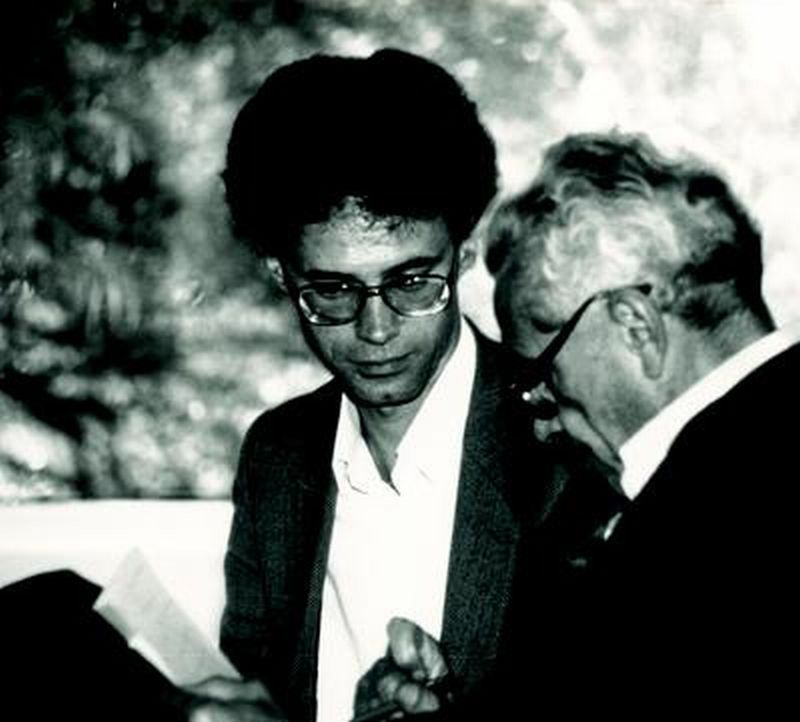
Roger Heath-Brown (links), Oberwolfach 1986

## Leben
Heath-Brown studierte am Trinity College der University of Cambridge, wo er 1973 seinen Bachelor-Abschluss, 1977 seinen Master-Abschluss erhielt und 1979 bei Alan Baker promoviert wurde. 1976 erhielt er den Smith Essay Prize. Er war ab 1979 Fellow und Reader am Magdalen College  der University of Oxford und war dort ab 1990 Reader. 1999 bis zum Ruhestand 2016 war er Professorial Fellow am Worcester College in Oxford und außerdem Professor für Reine Mathematik.
Er ist verheiratet und hat zwei Töchter.

## Werk
Heath-Brown ist für viele Beiträge zur analytischen Zahlentheorie bekannt. Beispielsweise bewies er, dass es unendlich viele Primzahlen der Form {\displaystyle x^{3}+2y^{3}} gibt. Er arbeitete auch über Artins Vermutung, wo er bewies, dass unter drei multiplikativ unabhängigen quadratfreien ganzen Zahlen eine primitive Wurzel für unendlich viele Primzahlen ist. Ein weiteres Arbeitsgebiet von Heath-Brown sind Siebmethoden.
Mit Samuel Patterson widerlegte er 1979 die Kummer-Vermutung über die Werteverteilung spezieller kubischer Gaußsummen.
Mit Leonard Adleman bewies er, dass es unendlich viele Primzahlexponenten gibt, für die der erste Fall der Fermat-Vermutung zutrifft.
2008 brachte er eine Neuauflage der „Introduction to the Theory of Numbers“ von Godfrey Harold Hardy und E. M. Wright heraus und zuvor das Buch über die Riemannsche Zetafunktion von Edward Charles Titchmarsh.
1992 senkte er die obere Schranke für Linnik´s Konstante im Satz von Linnik (1944) auf 5,5. Seitdem ist sie weiter von Triantafyllos Xylouris auf 5 gesenkt worden (2011, Dissertation Bonn), unter Verwendung von Methoden von Heath-Brown. Bei den zum Beweis verwendeten Verfahren geht es um Abschätzungen nullstellenfreier Regionen und Anzahl von Nullstellen der Dirichletschen L-Funktion nahe s=1.
Er leistete auch wichtige Beiträge zum Problem aufeinanderfolgender Primzahlen (siehe Primzahlzwilling).

## Ehrungen und Mitgliedschaften
Heath-Brown ist seit 1993 Fellow der Royal Society. Er ist Mitglied der London Mathematical Society, deren Berwick-Preis er 1981 und deren Senior-Berwick-Preis er 1996 erhielt. Er ist seit 1999 korrespondierendes Mitglied der Göttinger Akademie der Wissenschaften. 2009 erhielt er den Pólya-Preis. 2016 wurde er zum Mitglied der Academia Europaea gewählt.
2010 war er Invited Speaker auf dem Internationalen Mathematikerkongress in Hyderabad (Artin´s conjecture on zeros of p-adic forms) und 1983 in Warschau (Finding primes by sieve methods). Er ist seit 2012 Fellow der American Mathematical Society.